# 钮小明
钮小明（1942年—），浙江湖州人，汉族，中华人民共和国政治人物、第十一届全国政协委员。
加入中国国民党革命委员会，担任十一届全国政协常务委员、民革中央副主席、四川省人大常委会原副主任。2008年，当选第十一届全国政协常务委员，代表中国国民党革命委员会，分入第四组。